# Куду (тварина)
Куду (Tragelaphus) — рід парнокопитних ссавців з групи антилоп з родини бикові (Bovidae). Представники роду поширені в Африці.

## Видовий склад
До роду традиційно відносять такі види:
- Куду ньяла (Tragelaphus angasi)
- Куду гірський (Tragelaphus buxtoni)
- Куду бонго (Tragelaphus eurycerus)
- Куду малий (Tragelaphus imberbis)
- Куду ситатунг (Tragelaphus spekei)
- Куду бушбок (Tragelaphus scriptus)
- Куду великий (Tragelaphus strepsiceros)
- Tragelaphus sylvaticus

Згідно з останніми таксономічними дослідженнями рід Taurotragus необхідно перенести до Tragelaphus, отже, рід поповнюється видами Tragelaphus oryx і Tragelaphus derbianus.
Також описано кілька викопних видів: †Tragelaphus algericus, †Tragelaphus gaudryi, †Tragelaphus kyaloae, †Tragelaphus lockwoodi, †Tragelaphus moroitu, †Tragelaphus nakuae, †Tragelaphus nkondoensis, †Tragelaphus pricei, †Tragelaphus rastafari, †Tragelaphus saraitu, †Taurotragus arkelli, †Taurotragus maroccanus.